# Ascocylindrica
Ascocylindrica is een monotypisch geslacht van schimmels uit de familie Ascocylindricaceae. Het bevat alleen Ascocylindrica marina.